# مزرعة (جزيرة مينو)
مزرعة (بالفارسية: مزرعه) هي منطقة سكنية تقع في إيران في قسم جزيرة مينو الريفي. يقدر عدد سكانها بـ 367 نسمة بحسب إحصاء 2016.